# G.S.D. Castelfidardo Calcio
Gruppo Sportivo Dilettantistico Castelfidardo, thường được gọi là Castelfidardo, là một câu lạc bộ bóng đá Ý có trụ sở tại Castelfidardo, Marche.

## Lịch sử

### Thành lập
Câu lạc bộ được thành lập vào năm 1944.

### Serie D
Mùa 2013-2014, đội được thăng hạng, từ Eccellenza Marche đến Serie D sau khi giành chiến thắng ở vòng play-off quốc gia.

## Màu sắc và huy hiệu
Màu sắc của câu lạc bộ là trắng và xanh lá cây.

## liên kết ngoài
- Trang chủ chính thức